# Ciclone Mahina
O ciclone Mahina foi o mais mortal na história registada da Austrália a 4 de março de 1899, golpeou a baía de Bathurst, península do Cabo York, Queensland, e os seus ventos e marejadas combinaram-se para matar a mais de 300 pessoas.
A Organização Meteorológica Mundial atualmente está a considerar uma solicitação de cientistas e pesquisadores de Queensland, para actualizar a pressão mais baixa oficial de Mahina, a 880 hPa. Isso convertê-lo-ia no ciclone mais intenso que se tenha registado no continente australiano.

## Impacto

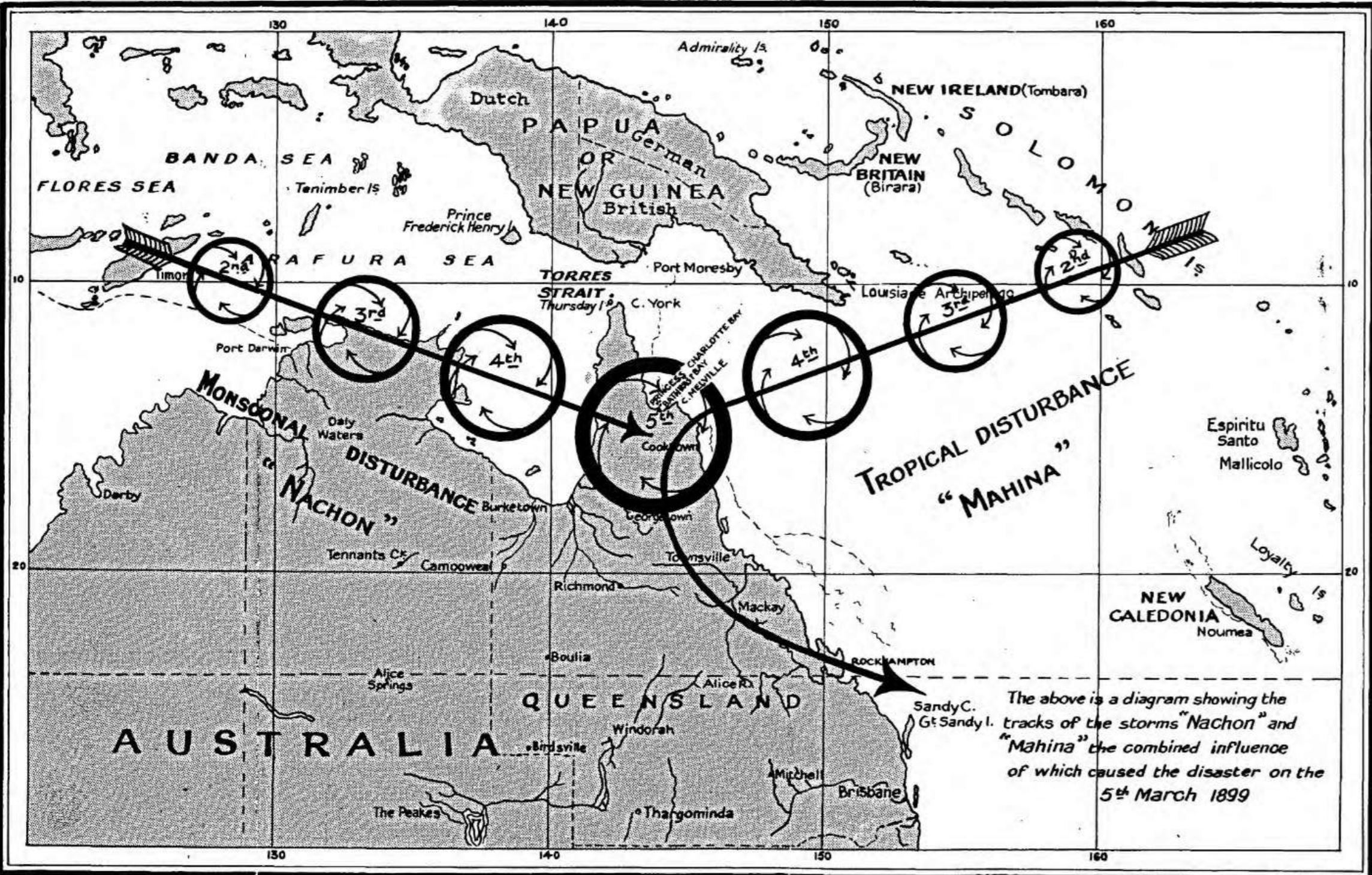
Senda de tempestade do ciclone Mahina, 1899

O ciclone tropical Mahina golpeou a 4 de março de 1899. Mahina quiçá encontra-se entre os ciclones mais intensos observados no Hemisfério Sul e quase com toda a certeza como o ciclone mais intenso observado nos Estados orientais da Austrália como história registada. Clement Lindley Wragge, meteorólogo governamental de Queensland foi pioneiro em nomear tais tempestades e deu-lhe o seu nome a esta tempestade, Mahina.
Tais tempestades ocorrem extremamente pouco. Os cientistas identificaram outros dois superciclones de categoria 4 ou 5 na primeira metade do século XIX a partir dos seus efeitos sobre a Grande Barreira de Coral e o Golfo de Carpentária. Esta mesma investigação mostra que, em média, estes superciclones ocorrem na região só uma vez a cada dois ou três séculos.
Uma frota de perleiros, com sede em ilha Thursday, Queensland, ancorado em ou para perto de a baía antes da tempestade. Numa hora, a tempestade levou grande parte da frota a terra ou para a Grande Barreira de Coral; outros navios afundaram-se em suas ancoragens. Perderam-se quatro goletas e o navio farol tripulado Channel Rock. Outras duas goletas naufragaram mas depois voltaram a flutuar. As frotas perderam 54 lugres, e outras 12 naufragaram, mas voltaram a flutuar. Mais tarde, a gente resgatou a mais de 30 sobreviventes dos barcos naufragados da costa; no entanto, a tempestade matou a mais de 400 pessoas, em sua maioria membros da tripulação de imigrantes não europeus. uma representação da goleta "Crest of the Wave" na tempestade pode-se ver aqui.
Uma marejada ciclónica, relatada com a altura de 13 m, varreu através da baía da Princesa Carlota e depois para o interior uns 5 km, destruindo todo o que ficava da frota de perleiros da baía Bathurst e o assentamento.
Uma testemunha ocular, o condestável J. M. Kenny, informou que uma marejada ciclónica de 15 m varreu o seu acampamento em Barrow Point no alto de um monte de 12 m de altura e atingiu 5 km para o interior, a maior marejada ciclónica registada. No entanto, ao revisar a evidência deste aumento, alguns cientistas em base à pressão central de 914 hPa, modelaria um aumento de ondas de apenas 2 a 3 m em altura. Também inspeccionaram a zona, procurando escarpes e precipícios característicos de eventos de tempestade mas não encontraram nenhum mais alto que 5 m.  Com uma crista de onda de 15 m, sugerem um nível de solo incorrectamente citado ou um envolvimento de inundações de água doce (chuva). Um estudo posterior considera que esta conclusão possivelmente seja prematura e questiona a leitura do barómetro como considerada não confiável e como não representativa da pressão mais baixa. Este estudo posterior também examinou nova evidência de marejadas e inundações excepcionalmente altas.
O ciclone continuou para o sudoeste da península do Cabo York, emergindo no golfo de Carpentária antes de voltar e dissipar-se a 10 de março.

## Mortos
Não se conhece o número exacto de vítimas, já que não se tomou registo de muitas mortes. As estimativas oscilam entre 307 a 410.
Em setembro de 1899, o Departamento de Marinha de Queensland publicou uma lista de 247 mortes conhecidas. O Registo de nascimentos, mortes e casais de Queensland tem 283 mortes registadas atribuídas ao ciclone, incluídas 250 em barcos perleiros. Um dos proprietários da frota perleira estimou que outras 30 pessoas não registadas oficialmente como tripulantes foram mortas e não se informou ao Registo de Cooktown.
Ao redor de cem aborígenes australianos foram mortos mas não se registou, já que os indígenas não se contavam como parte da população nesse momento. Tinham tratado de ajudar aos náufragos, mas a corrente atrapou-os e arrojou-os ao mar. Apenas oito indígenas registaram-se entre as vítimas, todas as quais morreram em terra.
O Atlas Histórico de Queensland informa o número de mortos como "307 buqueadores e marinheiros de pérolas e um número não reportado de aborígens".

## Repercussões
A gente encontrou milhares de peixes e alguns tubarões e golfinhos vários km terra adentro, e as tempestades incrustaram rochas nas árvores. Na ilha Flinders, Queensland, a gente encontrou golfinhos nos alcantilados de 15 m; no entanto, este achado não precisa indicar um aumento desta altura; nesse lugar exposto, a aceleração da onda facilmente pode produzir estes resultados inclusive dentro do pico calculado mais modesto.
No cabo Melville, os sobrevivientes erigiram uma pedra comemorativa para os perleiros perdidos pelo ciclone, nomeando a onze europeus mas apenas citando a "mais de 300 homens de cor" para a listagem de outros marinheiros.  A igreja Anglicana na ilha Thursday, de Queensland, também comemorou este desastre.

## Pressões barométricas
Os relatórios contemporâneos variam consideravelmente nas pressões barométricas informadas mais baixas. A pressão registada na goleta Olive razoavelmente e consistentemente mostra as pressões mais baixas registadas: de 1002 a 985 hPa ou entre 982 a 985 hPa. Numa variante adicional, "durante a pausa no furacão, o barómetro no Olive registou" 1006 a 985 hPa.
A maioria das fontes registam às observações da goleta Crest of the Wave, tais como 910 hPa Relatórios mais modernos, de uma observação de 610 hPa, de um navio no olho de Mahina aparentemente carecem de relação com os registos contemporâneos.
Um autor aceita o relatório de 990 hPa do Olive e os 910 hPa do Crest of the Wave, aparentemente inconsciente dos relatórios discrepantes. Estimou a trajectória do ciclone a partir dos relatórios de danos, colocando-o directamente sobre a posição da "Crest of the Wave". O  Olive  ao norte falhou o centro. A separação entre estas goletas explica a diferença entre as suas respectivas medidas de pressão. Ele calcula a pressão central, padronizada para a temperatura, como 914 hPa.
Um estudo em 2014, encontrou a pressão mais baixa, talvez ao redor de 880 hPa, em base à modelagem das variáveis meteorológicas necessárias para induzir uma marejada ciclónica potencialmente recorde mundial de 13 m; e, esse aumento coincide estreitamente com a nova evidência sobre as deposições de tempestades e os seus registos, realmente informaram outros dois capitães e numa carta aos seus pais, de uma leitura de 880 hPa. Este estudo considera o relatório aparentemente de terceira mão de 910 hPa, uma medida não necessariamente confiável talvez feita cinco horas antes do passo do olho.
Em comparação, em 1974, o pequeno ciclone Tracy devastou a Darwin, Território do Norte, com uma pressão central de 950 hPa. A pressão barométrica tão baixa no nível médio do mar também provavelmente causou que o ciclone Mahina criasse uma marejada ciclónica mundial tão intensa, fenomenal e que não conhecer-se-ia daqui por diante.

## Na cultura popular
Em 2008, Ian Townsend publicaria "The Devil's Eye: a novel (O olho do diabo: uma novela)" como uma novela de ficção histórica baseada no ciclone Mahina. A novela foi desenvolvida como parte da sua bolsa de investigação na Biblioteca Estadual de Queensland.